# 陈叔雄
陳叔雄（572年—？），《资治通鉴》作陳叔熊，字子猛，陳宣帝陈頊之第十八子，母亲是王姬。
生年不详，从其兄陈叔慎、弟陈叔敖、陈叔兴生年推测，当在572年。太建十四年（582年）正月廿七辛未日，兄长陳后主即位，立陳叔雄为巴山王。祯明三年（589年），陈朝灭亡，陳叔雄入隋。在长安去世。